# Fusion (hudba)
Fusion či česky spojení je spojení dvou a více hudebních stylů. Například rock and roll je fusion styl, neboť se vyvinul spojením prvků blues, swingu a country. 
Někdy se slovem fusion myslí jazz fusion, což je rovněž spojení několika hudebních stylů, především jazzu a rocku. V České republice se pro tento hudební styl často používalo označení jazzrock. 

## Příklady
- jazz + funk = jazz-funk
- pop music + punk = pop punk
- blues + jazz + gospel = rhythm and blues
- Blues + rock = blues-rock
- hip-hop + soulová hudba = hip-hop soul
- latin music + pop music = latin pop

Mezi některé hudebníky, kteří spojovali hudební styly patří třeba Ray Charles, Double Trouble, Solomon Burke či Candi Staton.